# The Mist
Vous lisez un « bon article » labellisé en 2018.
Pour les articles homonymes, voir Brume (homonymie) et The Mist (série télévisée).
Pour plus de détails, voir Fiche technique et Distribution.
The Mist ou Brume au Québec est un film américain réalisé par Frank Darabont, sorti en 2007.
Il s'agit de l'adaptation de la nouvelle Brume de Stephen King et de la troisième adaptation d'un récit de Stephen King par le réalisateur.
L'histoire est celle d'un groupe de personnes qui se retrouve piégé dans un supermarché par une brume surnaturelle qui recouvre la ville, et à l'intérieur de laquelle se cachent des créatures effrayantes. Bien qu'étant un « film de monstres », The Mist aborde également le thème de gens ordinaires devant agir dans des circonstances extraordinaires et se divisant violemment ou adoptant un comportement totalement irrationnel sous la pression des événements. Le tournage se déroule en Louisiane en cinq semaines avec un budget assez modeste, condition imposée par les producteurs pour que Darabont puisse filmer la fin qu'il souhaite, différente de celle de la nouvelle.
Le film connaît, à sa sortie, un succès commercial raisonnable et se voit gratifié de critiques plutôt positives. Il est depuis régulièrement cité dans des listes comme l'un des meilleurs films d'horreur du début du XXIe siècle. Les analyses du film mettent l'accent sur sa critique de la société occidentale et de ses dérives politiques et dérives religieuses.

## Synopsis

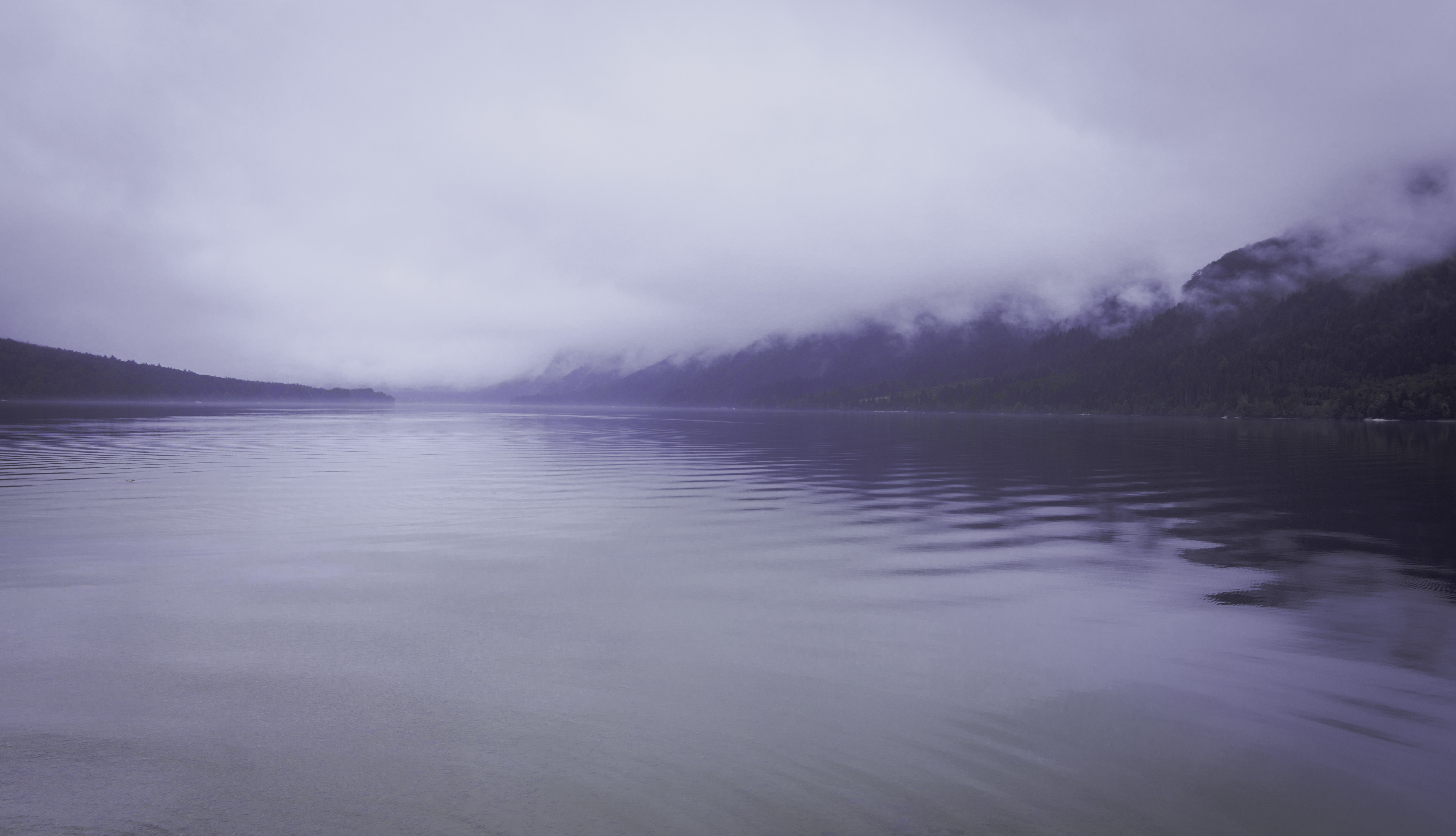
De la brume sur un lac.

À Bridgton, dans le Maine, l'artiste David Drayton, sa femme Stephanie, et leur fils Billy, âgé de huit ans, doivent se réfugier dans la cave de leur maison au bord du lac pour s'abriter d'un violent orage. Le lendemain matin, ils constatent l'ampleur des dégâts et remarquent qu'une épaisse brume s'avance sur le lac. David et Billy partent en ville en compagnie de Brent Norton, leur voisin et avocat, afin d'acheter des provisions au supermarché. Une fois arrivé à destination, ils observent des voitures de police passant dans la rue à toute vitesse, Dan Miller, un habitant de la ville,  surgit dans le supermarché. Complètement terrorisé, il les prévient d'un danger se cachant dans la brume. Voyant celle-ci avancer et entendant mourir un citoyen qui voulait se réfugier dans son véhicule, Ollie Weeks et Bud Brown, les responsables du magasin, ferment les portes du supermarché. À l'extérieur, un brouillard épais fait qu'il est impossible d'y voir à plus d'un mètre.
David entend un bruit sourd qui vient frapper le portail de la réserve et déconseille fortement à Norm, le jeune magasinier, de sortir pour tenter de réparer le générateur. À la suite d'une altercation verbale avec Myron LaFleur et Jim Grondin, deux autres habitants de Bridgton, son conseil n'est pas suivi. Norm a juste le temps d'entrouvrir le portail qu'il est immédiatement attrapé par des tentacules géants sous les yeux horrifiés de David, Ollie, Jim et Myron. Les tentacules lacèrent les jambes et le torse du jeune magasinier et l'entraînent vivant dans la brume malgré ses hurlements de terreur. Sous le choc, les quatre rescapés préviennent tout le monde du danger et font installer des barricades pour protéger la devanture.
Croyant à un canular, Brent s'en prend violemment à David et refuse de croire au meurtre de Norm par une créature tentaculaire. Il affirme que la brume est naturelle et décide de sortir du supermarché avec un petit groupe de sceptiques en dépit des avertissements incessants de David. Réalisant qu'il ne peut les convaincre, il remet une longue ficelle à l'un d'entre eux pour savoir quelle distance ils peuvent parcourir avant d'être repérés par les monstres. Ils ne font cependant pas cent mètres avant d'être tous tués. Les restes du corps de l'un d'eux sont aussitôt ramenés sous les yeux terrorisés des clients qui comprennent la situation. Mme Carmody, une fanatique religieuse, commence à prêcher sur la venue de l'Armageddon.
David se rapproche de plusieurs personnes présentes dans le magasin, notamment d'Amanda Dunfrey, une institutrice. Cette dernière est rentrée en conflit avec Mme Carmody au sujet de ses idées religieuses fanatiques. La jeune femme a dans son sac un revolver, qu'elle remet à Ollie, qui est un ancien champion de tir régional. À la nuit tombée, d'énormes insectes volants, attirés par les lumières, s'agglutinent devant le magasin et des créatures ressemblant à des ptérodactyles les attaquent, finissant par briser une vitrine.
Dans la panique qui s'ensuit, Sally, une jeune caissière du magasin et compagne du soldat Wayne Jessup, est piquée par un insecte et meurt peu après en ayant le visage complètement déformé. Un homme est tué par un ptérodactyle et Joe Eagleton finit gravement brûlé. Mme Carmody est, quant à elle, miraculeusement épargnée par un insecte, ce qui la renforce dans ses convictions et lui attire un auditoire.
Un petit groupe conduit par David composé de Jessup, Bobby Eagleton le frère de Joe, Mike Hatlen, Irene Reppler, Ollie, Jim et Dan décide d'aller à la pharmacie voisine pour trouver des médicaments afin de soigner les brûlures de Joe, mais une fois là-bas, ils découvrent des cadavres pendus au plafond enveloppés de toiles d’araignées. En tentant de secourir l’une des victimes, ils sont alors piégés par des monstres à l'apparence d'araignées géantes : Bobby et Mike sont tués par les créatures. À la suite du choc traumatique provoqué par la vue des monstres, Jim cède à son tour à la panique et perd la raison. L'influence de Mme Carmody qui s'était opposée à l'expédition pour se protéger de la colère divine sort encore grandie de cet échec. Cette dernière prétend que c'est l'expiation des péchés de l'humanité.
Le lendemain, à la suite du suicide par pendaison de deux officiers de la base militaire proche du supermarché, Morales et Donaldson, Jessup, le troisième militaire encore endeuillé par la perte de sa compagne, révèle en pleurs qu'un projet scientifique visant à découvrir d'autres dimensions était en cours à la base et que cela pourrait être à l'origine de l'arrivée de la brume et des créatures s'y cachant. Évoquant une sentence divine, Mme Carmody se montre insensible à ses supplications et le désigne comme responsable de la situation. Très vite, Jessup est pris en bouc émissaire par les partisans religieux qui le poignardent à plusieurs reprises et l'expulsent du supermarché pour l'offrir en sacrifice. Le jeune soldat est aussitôt empalé par la silhouette d'une créature aux allures de mante religieuse. David et ses proches, parmi lesquels Ollie, Amanda, Dan, Irene, Ambrose Cornell, Bud et Myron s'inquiètent de la situation et décident de quitter le magasin à l'aube.
Au moment de partir, ils sont surpris par Mme Carmody qui les accuse de vol de nourriture et leur reproche leur hérésie face à la religion. Elle affirme être une messagère qui communique avec Dieu. Entourée de ses fidèles réveillés, Carmody exige qu'on lui livre le petit Billy afin qu'il soit à son tour sacrifié. Alors que les religieux menacent le groupe de David avec des armes blanches, Ollie ouvre le feu et abat finalement Mme Carmody avec son revolver. Ainsi, le petit groupe réussit à sortir. Dehors, Ollie est emporté dans les griffes d'une créature titanesque et se fait déchiqueter tandis que Myron et Ambrose sont dévorés par d'autres araignées rôdant dans la brume. Bud réussit à échapper aux monstres et à regagner le magasin sain et sauf. Seuls David, Billy, Amanda, Irene et Dan parviennent à gagner la voiture.
Ils arrivent à la maison des Drayton mais n'y trouvent que Stephanie, morte. Ils quittent ensuite la ville où ils rencontrent une autre créature gigantesque qui passe devant eux. Plus tard, ils finissent par tomber en panne d'essence sans être parvenus à sortir du brouillard et les quatre adultes, désormais résignés, décident d'en finir. Avec les quatre balles qui restent dans le revolver, David abat son propre fils — par amour, pour lui éviter une fin terrible — et ses trois autres compagnons. Il tente ensuite de se suicider avec le pistolet mais l'arme est à court de munitions. Il sort ainsi de la voiture et attire l'attention pour se faire emporter par les créatures. Mais à sa grande surprise, ce sont des détachements de soldats et de nombreux véhicules militaires comprenant des chars d’assaut et des Humvee qui surgissent tandis que la brume se dissipe. Le ciel est ainsi survolé par plusieurs Boeing AH-64 Apache et des soldats carbonisent au lance-flammes les éléments étrangers. Réalisant qu'il a perdu espoir en achevant son unique enfant et ses nouveaux amis pour rien alors qu'ils allaient tous être secourus par l'armée américaine, David hurle de désespoir tandis qu'il est approché par deux soldats.

## Fiche technique
Sauf indication contraire, les informations mentionnées dans cette section peuvent être confirmées par la base de données cinématographiques IMDb,  présente dans la section « Liens externes ».
- Titre original et français : The Mist
- Titre québécois : Brume
- Réalisation : Frank Darabont
- Scénario : Frank Darabont, d'après la nouvelle Brume de Stephen King
- Musique : Mark Isham
- Décors : Gregory Melton
- Costumes : Giovanna Ottobre-Melton
- Photographie : Rohn Schmidt
- Montage : Hunter M. Via
- Production : Frank Darabont et Liz Glotzer
- Sociétés de production : Dimension Films et The Weinstein Company
- Société de distribution : Metro-Goldwyn-Mayer
- Budget : 18 000 000 de dollars[6]
- Pays de production :  États-Unis
- Langue originale : anglais
- Format : couleur ou noir et blanc (version alternative en DVD collector) - 1,85:1 - son Dolby Digital - 35 mm
- Genre : horreur et fantastique
- Durée : 126 minutes
- Classification : R (Restricted) aux États-Unis[N 1] ; interdit aux moins de 12 ans en France[N 2] ; 13+ au Québec[N 3]
- Dates de sortie[7] :
  - États-Unis : 21 novembre 2007
  - Québec : 23 novembre 2007
  - France, Suisse romande : 27 février 2008
  - Belgique : 23 avril 2008

## Distribution
- Thomas Jane (VF : Boris Rehlinger ; VQ : Benoît Éthier) : David Drayton
- Marcia Gay Harden (VF : Marjorie Frantz ; VQ : Élise Bertrand) : Mme Carmody
- Laurie Holden (VF : Christine Paillard ; VQ : Christine Séguin) : Amanda Dunfrey
- Andre Braugher (VF : Bruno Henry ; VQ : Jean-Luc Montminy) : Brent Norton
- Toby Jones (VF : Bernard Bouillon ; VQ : François Sasseville) : Ollie Weeks
- William Sadler (VF : Patrick Bonnel ; VQ : Éric Gaudry) : Jim Grondin
- Jeffrey DeMunn (VF : Laurent Claret ; VQ : Claude Préfontaine) : Dan Miller
- Frances Sternhagen (VQ : Élizabeth Chouvalidzé) : Irene Reppler
- Nathan Gamble (VQ : Léo Caron) : Billy Drayton
- Alexa Davalos (VF : Céline Ronté ; VQ : Pascale Montreuil) : Sally
- Chris Owen (VQ : Hugolin Chevrette-Landesque) : Norm
- Kelly Collins Lintz (VF : Ludmila Ruoso) : Steff Drayton
- Robert Treveiler (VQ : Michel M.-Lapointe) : Bud Brown
- David Jensen (VQ : Roch Aubert) : Myron Lafleur
- Sam Witwer (VF : Frédéric Gorny) : le soldat Wayne Jessup
- Buck Taylor : Ambrose Cornell
- Melissa McBride : la mère de famille

Source et légende : version française (VF) sur le site d'AlterEgo (la société de doublage) et sur RS Doublage. Version québécoise (VQ) sur Doublage.qc.ca

## Production

### Développement

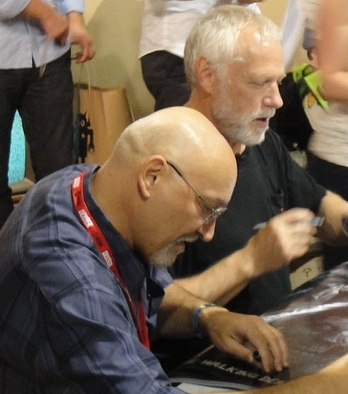
Le réalisateur Frank Darabont, ici côte à côte avec le peintre Drew Struzan qui a également travaillé sur ce film.

Frank Darabont lit la nouvelle Brume, écrite par Stephen King, à sa sortie dans l'anthologie Dark Forces et exprime son intérêt pour l'adapter au cinéma depuis ses débuts de réalisateur avec le court métrage The Woman in the Room (1983), lui-même adapté de la nouvelle Chambre 312,. Pour son premier long métrage, il hésite entre réaliser l'adaptation de Brume et celle d'une autre nouvelle de Stephen King, Rita Hayworth et la Rédemption de Shawshank. Il opte finalement pour la deuxième avec Les Évadés (1994). Frank Darabont espère enchaîner avec The Mist, mais des problèmes scénaristiques lui font repousser ce projet au profit de La Ligne verte (1999), puis de The Majestic (2001). La fin de la nouvelle, très ambiguë, lui pose notamment des problèmes. Pendant ce temps, Stephen King continue de lui réserver les droits d'adaptation de Brume malgré des approches d'autres cinéastes. Frank Darabont s'associe avec Paramount Pictures et commence l'écriture du scénario à la fin de l'année 2004. Au mois d'octobre 2006, Dimension Films reprend le projet à son compte à la place de Paramount. Frank Darabont décide d'écrire une nouvelle fin pour l'adaptation de la nouvelle au grand écran, fin que Stephen King trouve réussie et effrayante.
Frank Darabont décrit The Mist comme un film au charme suranné, avec ses monstres et sa peur de l'inconnu, quand on le compare à la tendance, alors très en vogue, des films d'horreur comportant de nombreuses scènes de torture et de mutilation, tels que Saw ou Hostel. Il met en avant les différences de comportement des gens quand ils sont poussés par la peur, comparant le film à Sa Majesté des mouches avec des monstres. Il dresse aussi des parallèles avec Les Monstres de Maple Street (1960), un épisode de La Quatrième Dimension, et le film Lifeboat (1944). Frank Darabont explique aussi que son film traite plus des monstres à l'intérieur du supermarché, les êtres humains qui craquent sous la tension nerveuse, que de ceux qui se trouvent à l'extérieur. Bien que l'origine de la provenance de la brume ne soit jamais expliquée en détail dans le film, Frank Darabont écrit une scène dans laquelle l'orage du début du film cause un dysfonctionnement dans le laboratoire de la base militaire qui permet au portail vers une autre dimension, sur lequel les militaires travaillent, de s'ouvrir. Mais cette scène, qui aurait été très coûteuse, n'est finalement jamais tournée.

### Distribution des rôles
En décembre 2006, Thomas Jane est engagé pour tenir le rôle principal du film,, et il est rejoint le mois suivant par Laurie Holden et Andre Braugher, deux autres acteurs que Frank Darabont tenait à avoir pour le film (Laurie Holden ayant d'ailleurs déjà travaillé avec Frank Darabont pour le film The Majestic et retravaillant par la suite avec lui sur la série The Walking Dead). Marcia Gay Harden et Toby Jones complètent la distribution principale en février 2007. Marcia Gay Harden, qui n'a encore jamais tourné dans un film d'horreur, est réticente, mais Andre Braugher la persuade d'accepter. William Sadler et Jeffrey DeMunn, deux acteurs ayant également déjà été dirigés par Frank Darabont, respectivement dans Les Évadés et La Ligne verte, sont engagés pour des rôles secondaires, William Sadler ayant, par ailleurs, interprété David Drayton dans la version en livre audio de la nouvelle.
Certains acteurs apportent des idées qui sont retenues et changent de façon notable le scénario du film : ainsi, c'est Andre Braugher qui suggère à Frank Darabont de ne pas tourner la scène expliquant l'origine de la brume ; alors que Jeffrey DeMunn lui conseille que le personnage de mère de famille à la recherche de ses enfants — joué par Melissa McBride, dont la brève interprétation a été applaudie par toute l'équipe de production — fasse son retour à la fin du film.

### Tournage

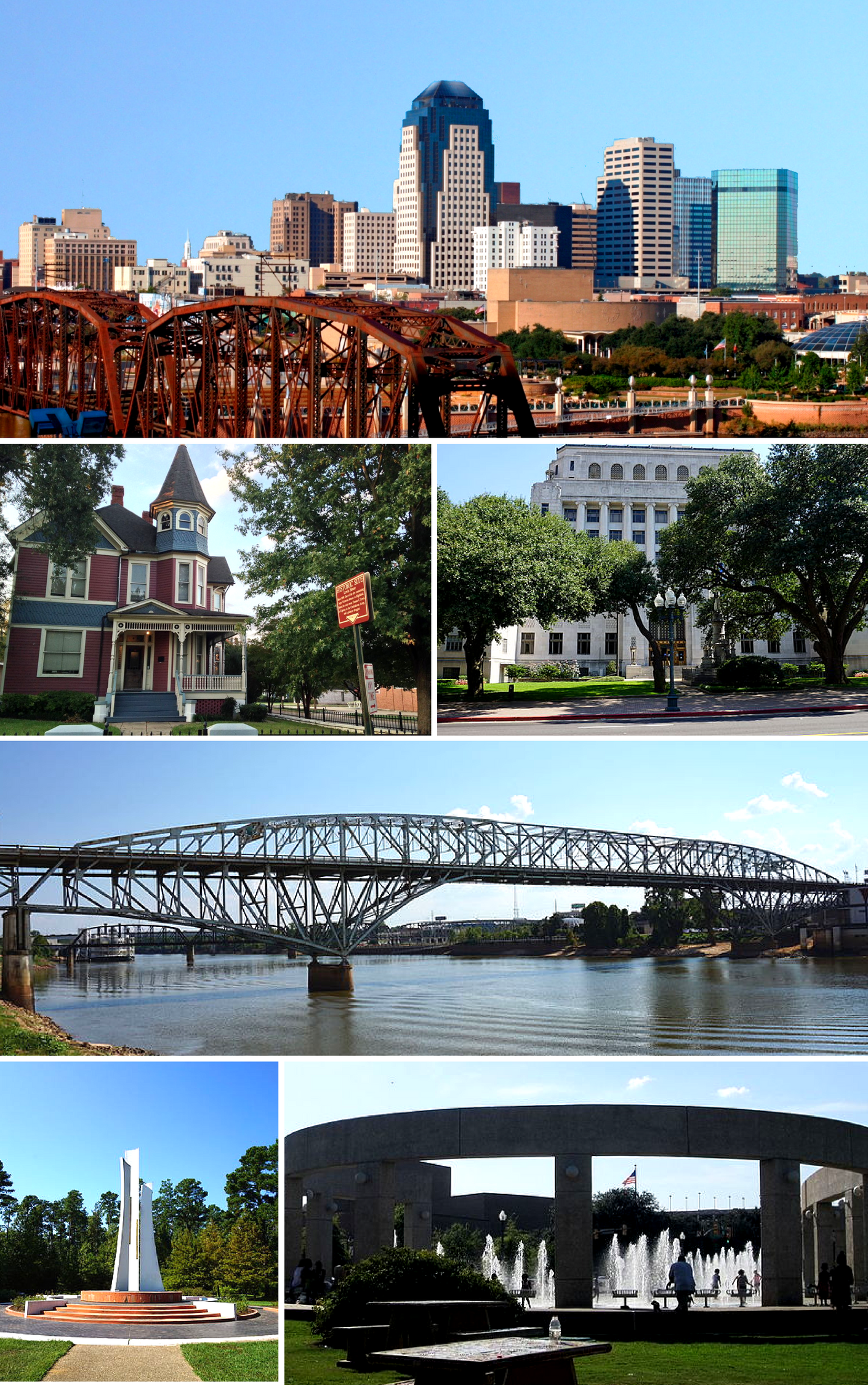
Le film est tourné à Shreveport et ses environs.

Le tournage commence en février 2007 aux studios StageWorks, à Shreveport, en Louisiane, dans lesquels est recréé un petit supermarché de la petite ville voisine de Vivian. Une centaine de figurants de la région de Shreveport, où sont également tournés les extérieurs, sont engagés, et une grande partie d'entre eux interagissent directement avec les acteurs professionnels. Ces derniers apprécient beaucoup les conditions de tournage, et notamment le fait de tourner une grande partie du temps tous ensemble, ce qui est inhabituel dans un film et donne un véritable esprit de groupe à la distribution.
Les partenaires financiers de Frank Darabont craignent que la fin très sombre écrite par Frank Darabont ne déplaise au public et le réalisateur, en contrepartie de leur feu vert pour cette fin, accepte de tourner dans un laps de temps très court et avec un budget limité. Il cherche donc à avoir un style de réalisation fluide et nerveux, se préparant à cela en réalisant un épisode de la série télévisée The Shield, et choisit de travailler sur le film avec l'équipe de cadreurs avec qui il a dirigé cet épisode,. Il utilise des caméras 400 ASA de Fujifilm qui donnent aux images un aspect granuleux,. Le tournage dure 37 jours. Plusieurs scènes impliquant le personnage de fanatique religieuse joué par Marcia Gay Harden, et développé de façon significative par rapport à la nouvelle, sont coupées au montage car Darabont estime que la mettre trop en avant nuirait à son efficacité.
Dans la scène d'introduction du film, David Drayton peint un homme qui n'est autre que Roland de Gilead, le personnage principal de La Tour sombre, hommage à cette saga de Stephen King. Cette peinture est réalisée par Drew Struzan, connu pour son travail sur les affiches de nombreux films, et qui donne quelques cours de peinture à Thomas Jane pour l'occasion. Dans l'atelier de David Drayton, on peut également voir plusieurs dessins, qui sont autant de clins d'œil à d'autres affiches illustrées par Drew Struzan et aux précédentes adaptations de Darabont : Le Labyrinthe de Pan, The Thing, Les Évadés et La Ligne verte. Frank Darabont travaille en étroite collaboration avec Gregory Melton, son chef décorateur, afin d'éviter de donner des références d'époque précises au film. Ainsi, les voitures de police qu'on peut apercevoir au début du film sont une Chevrolet Caprice 1987 et une Ford LTD Crown Victoria 1988, modèles qui ne sont plus utilisés par la police depuis la fin des années 1990. On voit aussi des personnages utiliser des téléphones portables, mais les membres de la police militaire ne portent pas des uniformes modernes et conduisent une vieille Jeep plutôt qu'un Humvee, alors qu'on voit par ailleurs des véhicules plus récents.

### Effets spéciaux
Le réalisateur engage les artistes Jordu Schell et Bernie Wrightson pour concevoir l'apparence des créatures du film. Gregory Nicotero s'occupe de la création et du maquillage des marionnettes, projet sur lequel il a commencé à travailler depuis que Darabont lui a fait part de son intention d'adapter la nouvelle Brume, au début des années 1990. Le studio réalisant les effets spéciaux visuels du film, Café FX, est pour sa part conseillé à Frank Darabont par Guillermo del Toro, quand le premier demande au second qui a conçu les effets du Labyrinthe de Pan. La description des créatures étant très peu détaillée dans la nouvelle, le défi consiste à créer des créatures inédites dans leur apparence, et Nicotero, spécialiste de l'histoire du cinéma d'horreur, se charge de la tâche d'éviter toute ressemblance avec des créatures ayant déjà été conçues. Une fois les créatures réalisées, Gregory Nicotero et Everett Burrell, responsable des effets visuels, montrent le fonctionnement et l'apparence des marionnettes aux acteurs afin que cela leur serve de points de référence quand ils jouent dans des scènes où ils doivent faire semblant de voir les créatures, celles-ci étant introduites en postproduction par la technique de capture de mouvement, et réagir à leur présence.

### Musique
Frank Darabont choisit d'utiliser la musique, composée par Mark Isham, avec beaucoup de parcimonie afin de privilégier une ambiance assez lourde et proche du documentaire, expliquant à ce sujet que « le silence est plus effrayant que le bruit, un murmure plus angoissant qu'une explosion ». Pour la fin du film, il utilise le morceau The Host of Seraphim, du groupe Dead Can Dance, qui se caractérise par un mélange de chants et de gémissements, et que Darabont ressent comme un « requiem de la race humaine ».
La bande originale sort chez le label Varèse Sarabande le 8 janvier 2008. Elle est décrite par AllMusic comme « rejetant les conventions mélodiques au profit d'un environnement sonore étrange et de techniques atonales qui saisissent à la perfection le suspense sinistre du film » tandis que « les plages de silence atmosphérique, les structures rythmiques et la dissonance palpable s'associent pour communiquer brillamment quelque chose qui se trouve au-delà de l'inconnu ».

## Accueil

### Sortie et box-office
Une projection test du film est organisée pendant l'été 2007 en présence de Stephen King, et le film sort le 21 novembre aux États-Unis. Il connaît un certain succès commercial, rapportant 57 293 715 dollars au box-office mondial (soit un peu plus de trois fois son budget), dont 25 594 957 dollars aux États-Unis et au Canada. Il réalise 59467 entrées en Belgique, 33260 en France et 23529 en Suisse.
| Pays         | Box-office   | Pays      | Box-office  | Pays        | Box-office |
| ------------ | ------------ | --------- | ----------- | ----------- | ---------- |
| États-Unis   | 25 594 957 $ | Brésil    | 1 049 890 $ | Argentine   | 428 010 $  |
| Corée du Sud | 3 596 628 $  | Australie | 958 752 $   | Singapour   | 350 661 $  |
| Espagne      | 3 502 124 $  | Pays-Bas  | 792 379 $   | Suisse      | 333 449 $  |
| Japon        | 3 355 677 $  | Turquie   | 672 374 $   | France      | 282 182 $  |
| Russie       | 2 769 724 $  | Grèce     | 607 763 $   | Suède       | 233 669 $  |
| Italie       | 1 902 311 $  | Belgique  | 587 258 $   | Portugal    | 229 306 $  |
| Allemagne    | 1 711 682 $  | Taïwan    | 525 544 $   | Chili       | 203 451 $  |
| Pologne      | 1 534 536 $  | Hong Kong | 521 094 $   | Ukraine     | 192 541 $  |
| Mexique      | 1 305 429 $  | Thaïlande | 467 605 $   | Danemark    | 177 055 $  |
| Royaume-Uni  | 1 079 390 $  | Venezuela | 455 412 $   | Philippines | 176 424 $  |

### Critiques
Le film reçoit un accueil critique plutôt positif, recueillant 72 % de critiques favorables, avec un score moyen de 6,6⁄10 et sur la base de 143 critiques collectées, sur le site Rotten Tomatoes. Sur le site Metacritic, il obtient un score de 58⁄100, sur la base de 29 critiques collectées.
En France, le film obtient également des critiques plutôt favorables, obtenant une moyenne de 3,5⁄5 pour les 15 critiques de la presse recensées sur le site Allociné.
Parmi les critiques positives, Gilles Penso, de L'Écran fantastique, évoque « une réussite indéniable, assumant pleinement son statut de film de monstre tout en transcendant avec talent les codes du genre » dont la grande force est « d'aborder son sujet sous un angle extrêmement réaliste et de s'attacher en priorité au comportement de ses protagonistes ». Pour Alexandre Poncet, de Mad Movies, la distribution est solide, avec une mention particulière pour Toby Jones, et le film est un « récit apocalyptique brillant et politiquement chargé » qui se termine avec un nihilisme d'une « noirceur d'ébène ». J. R. Jones, du Chicago Reader, estime que « le suspense est presque insoutenable » et que ce film à l'esthétique soignée est une « allégorie rudimentaire mais efficace de l'Amérique post-11 septembre ». Michel Cieutat, de Positif, considère que cette adaptation « convaincante, bien structurée, excellemment interprétée par un groupe d'acteurs peu connus, et surtout judicieusement réalisée » est une « très bonne surprise ». Pour Peter Hartlaub, du San Francisco Chronicle, le film est lent à démarrer mais suit un déroulement qui réserve plusieurs surprises et sa deuxième moitié est « aussi palpitante qu'éprouvante pour les nerfs » alors que le scénario réussit à rendre tous les personnages intéressants. Bayon, de Libération, évoque « un fabuleux tableau de genre » qui « règle crânement son compte à la fumisterie évangélique et à ses pompes de repentance ». Lisa Schwartzbaum, d'Entertainment Weekly, considère que cette « parabole moderne » est « aussi astucieuse qu'incroyablement pessimiste » bien que son principal atout demeure sa « dynamique distribution ».
D'autres critiques sont plus mitigées. Olivier Bonnard, du Nouvel Observateur, estime que « la réalisation est molle » et que l'acteur principal manque de charisme. Roger Ebert, du Chicago Sun-Times, estime que le film n'échappe pas aux clichés malgré les efforts de la distribution et reprend des formules vues maintes fois. Pour Jérémie Couston, de Télérama, « l'intrigue doit beaucoup à John Carpenter » mais le dénouement est inattendu et ambigu. Ty Burr, du Boston Globe, évoque un film « raisonnablement effrayant » et qui réussit à maintenir une certaine tension mais dont le message est « banal et maladroit » alors que la fin inutilement sombre est plus agaçante qu'autre chose. Thomas Baurez, de Studio Magazine, considère que « Darabont peine à trouver le ton juste » malgré une fin remarquable. Pour Manohla Dargis, du New York Times, le film est plus efficace quand il se concentre sur les monstres inquiétants cachés dans la brume que sur les personnages et leurs dialogues répétitifs.
Depuis sa sortie, le film est régulièrement cité dans des classements concernant les meilleurs films d'horreur. Bloody Disgusting, site web spécialisé dans le cinéma d'horreur, le classe fin 2009 à la 4e place de sa liste des 20 meilleurs films d'horreur des années 2000, avec en commentaire : « Le côté effrayant fonctionne très bien, mais ce qui est encore mieux est la prise de parti de Darabont d'avoir divisé les personnages en deux factions - les fanatiques citant la Bible et les rationnels à la pensée de gauche. Ce microcosme allégorique des États-Unis sous l'ère Bush est mis en valeur et donne encore plus d'intérêt à un film déjà excellent ». Pour le site Indiewire, qui le positionne en 2014 à la 17e place des meilleurs films d'horreur du XXIe siècle, la distribution est excellente et « la fin déchirante réussit l'impensable, à savoir améliorer le récit original ». Le site Den of Geek le classe, en 2018, dans sa liste des 40 meilleurs films d'horreur du XXIe siècle, écrivant que c'est une « adaptation fidèle et plutôt géniale » avec « un dénouement des plus sombres ». The Daily Telegraph le classe en 2018 dans sa liste des 50 meilleurs films d'horreur de tous les temps, soulignant une « adaptation captivante » à la « fin totalement dévastatrice ». Time Out le place, en 2018, dans sa liste des 100 meilleurs films d'horreur de tous les temps, avec en commentaire : « Peut-être le film d'horreur le plus intelligent, captivant et déchirant du siècle jusqu'à présent ».

## Distinctions

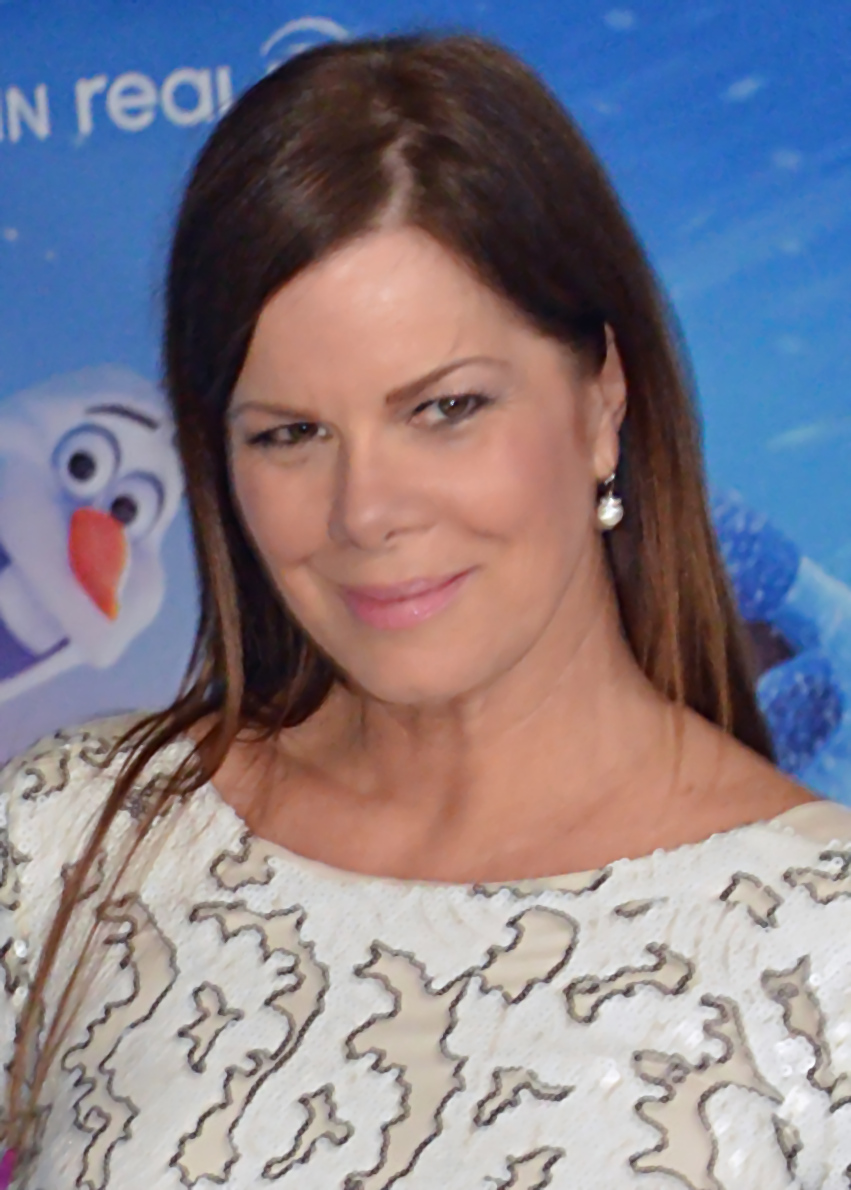
Marcia Gay Harden a été récompensée pour son interprétation.

### Récompenses
- Saturn Awards 2008 : meilleure actrice dans un second rôle pour Marcia Gay Harden[51]
- Saturn Awards 2009 : meilleure édition spéciale DVD[51]

### Nominations
- Saturn Awards 2008[51] :
  - Meilleur film d'horreur
  - Meilleure réalisation pour Frank Darabont
- Young Artist Award 2008 : meilleur acteur âgé de dix ans ou moins pour Nathan Gamble[52]
- Empire Award 2009 : meilleur film d'horreur[53]

## Analyse

### Divergences avec la nouvelle
Le film est une adaptation fidèle de la nouvelle de Stephen King sauf en ce qui concerne la fin. En effet, le film se termine sur la dissipation de la brume et l'arrivée de soldats portant des combinaisons étanches de protection et brûlant les dernières traces des créatures. Ils sont suivis de camions regroupant les survivants dont la mère de famille qu'on voit au début du film dans le supermarché et qui est sortie dans la brume pour rejoindre ses enfants. David Drayton, ayant supprimé les quatre autres survivants, dont son fils, pour leur éviter une mort horrible, hurle sa douleur. La nouvelle, quant à elle, se termine sur le départ des survivants vers Hartford, dont David croit avoir entendu le nom crachoté à la radio. Il n'y a que quatre passagers (cinq dans le film) : Billy, Amanda, Mme Reppler et David. Ils sont arrêtés dans un motel près d'une sortie d'autoroute et ils n'ont plus d'essence. David écrit tout ce qui s'est passé pour ceux qui découvriraient l'endroit et mentionne seulement qu'au cas où cela serait nécessaire, il ne lui reste que trois balles alors qu'ils sont quatre. Il n'a pas pu aller jusqu'à sa maison et ne sait pas si sa femme est vivante (alors que dans le film on la voit morte entourée d'une toile d'araignée). D'une certaine façon, le film raconte comment la nouvelle aurait pu se finir dans le pire des cas pour les protagonistes. Stephen King affirme avoir beaucoup apprécié la fin du film de Darabont et compte celui-ci parmi ses adaptations préférées de son œuvre aux côtés des Évadés et de Stand by Me.
Par ailleurs, les personnages de David Drayton et Amanda Dunfries, tous deux mariés, ont dans la nouvelle une relation sexuelle qui accentue le thème de la nature primitive de l'être humain en temps de crise mais Darabont choisit de ne pas adapter cet aspect du livre dans le film, préférant les voir partager une relation plus émotionnelle qui les rend plus sympathiques pour le spectateur. L'acteur Thomas Jane, interprète de David Drayton, explique à ce sujet qu'Amanda devient une mère de substitution pour le personnage de son fils et qu'ils essaient de survivre ensemble à ce cauchemar, alors que Laurie Holden, interprète d'Amanda, compare leur expérience dans le film à celle qu'ont vécu les réfugiés du Louisiana Superdome pendant l'ouragan Katrina.

### Critique de la société
Alexandre Poncet, de Mad Movies, souligne que le film « condense les dérives politiques, religieuses et sociales de la civilisation humaine et en dénonce la fragile cohésion au sein d'un lieu clos, étouffant et symboliquement chargé », le supermarché représentant le système capitaliste contrôlant les pensées de ses consommateurs. Dans ce lieu servant de prison aux protagonistes, diverses factions se forment, démontrant ainsi « l'incapacité de l'humanité à s'unir face à une apocalypse imminente ». Le film est « aussi nihiliste que Les Évadés était empli d'espoir » et fonctionne comme son « double négatif » avec la foi en l'être humain d'Amanda Dumfries qui se trouve ici anéantie.
Gilles Penso, de L'Écran fantastique, renchérit en écrivant que le film montre que le vernis de civilisation peut rapidement craquer en temps de crise, laissant la nature humaine prendre « des atours très peu reluisants ». Le fanatisme religieux qui gagne très vite une partie des personnes enfermées dans le supermarché et qui culmine avec l'organisation de sacrifices humains tend à prouver que les humains peuvent se révéler pires que les monstres auxquels ils veulent échapper. Pour Michel Cieutat, de Positif, le scénario questionne « un pays qui préfère avoir recours à l'occultation religieuse au lieu d'admettre l'évidence de ses erreurs fondamentales de parcours ».
Pour Victoria McCollum, le film évoque de façon allégorique une Amérique « irrémédiablement transformée par le terrorisme, les changements climatiques et une économie en berne » et en quête d'un nouveau leader. Il met en avant les préoccupations environnementales des années 2000 liées aux problèmes du réchauffement climatique et au traumatisme ayant suivi le séisme et tsunami de 2004 dans l'océan Indien et l'ouragan Katrina, et critique l'administration Bush-Cheney qui a largement ignoré les problèmes écologiques, préférant cultiver une « culture de la paranoïa et de la peur » face à la menace du terrorisme. Cette menace, face à laquelle les personnages se divisent en plusieurs groupes d'opinion, est ici représentée par des monstres cachés dans la brume et pouvant attaquer n'importe quand.
La rhétorique religieuse de Madame Carmody et son idéologie fondamentaliste exploite la crédulité de gens fragilisés par une situation de crise, faisant ainsi écho à la fièvre télévangéliste et à la foi affichée du gouvernement américain après les attentats du 11 septembre 2001. Face à ce camp, le personnage de Brent Norton, un avocat afro-américain, symbolise pour McCollum l'émergence de Barack Obama, mais le sort qui lui est réservé, à lui et ses partisans, semble prophétiser l'échec presque programmé de la mission qu'il s'était donnée.

## Éditions en vidéo
The Mist sort en DVD dans deux versions, une édition simple et une édition collector formée de deux DVD, le 25 mars 2008 en région 1 et le 18 septembre 2008 en région 2. La version simple comprend le commentaire audio et le making-of du film alors que la version collector inclut des documentaires supplémentaires et la version du film en noir et blanc, version que Darabont préfère à l'originale car cela donne au film une atmosphère « rétro » particulière directement inspirée des films en noir et blanc sur lesquels travaillait Ray Harryhausen et de La Nuit des morts-vivants. Les ventes de DVD sont fructueuses, ayant rapporté à elles seules 29 229 253 dollars à la fin de l'année 2008, et ce uniquement aux États-Unis.
La version du film en disque Blu-ray sort le 16 septembre 2008 en région 1 et le 4 décembre 2008 en région 2. Elle reprend les bonus de la version collector en DVD.